# Small Worlds
Small Worlds (スモールワールズ?, Sumōru Wāruzu, reso graficamente tutto maiuscolo, SMALL WORLDS) è una catena di parchi in miniatura che presentano diorami e modellini in scala 1:80. È gestita dall'omonima società per azioni Small Worlds.
Il primo parco aperto è quello di Tokyo, inaugurato con il nome SMALL WORLDS TOKYO (スモールワールズTOKYO?) l'11 giugno 2020. Si trova sull'isola artificiale di Ariake, nell'area di Odaiba del quartiere Kōtō, e occupa un'area di 8000 m². È prevista l'apertura di un secondo parco SMALL WORLDS OKINAWA (スモールワールズOKINAWA?) a Okinawa nel 2022 su un'area di 3000 m².

## Aree

### Esposizione
Small Worlds ospita sia esposizioni temporanee sia alcuni diorami permanenti. Fra questi ultimi ci sono:
- Aeroporto Internazionale del Kansai
- Base spaziale
- Neo Tokyo-3 da Neon Genesis Evangelion (include miniature dei personaggi)
- Azabu-Jūban da Sailor Moon (include miniature dei personaggi)
- Mondo strampunk
- Mondo fantasy

Sono previste le zone "Tokyo del futuro", "Baia spaziale" e "Castello di Shuri".

### Attività
- Laboratorio di costruzione di miniature: è possibile realizzare oggetti e personaggi in scala 1:80 e, a pagamento, esporli per un anno in un diorama a scelta del parco.
- Parlamento del Paese più piccolo del mondo: spazio gestito liberamente dai bambini. È ispirato da un equivalente spazio del parco Madurodam nei Paesi Bassi.
- Educazione: programmi didattici rivolti a studenti dalle scuole elementari all'università per approfondire le culture dei vari Paesi del mondo.